# Кровавые кулаки
«Крова́вые кулаки́» (англ. The Bloody Fists, кит. трад. 蕩寇灘, упр. 荡寇滩, палл. Дан коу тань, буквально: «Уничтожить бандитов на пляже») — гонконгский боевик 1972 года, снятый Ын Сиюнем по собственному сценарию, с Чэнь Сином и Чэнь Гуаньтаем в главных ролях. Фильм принёс широкую известность Ын Сиюню и собрал в гонконгском прокате внушительные по тем временам 1,7 миллиона гонконгских долларов. Одним из координаторов боевых сцен выступил Юнь Вопхин, более известный по хореографии боёв в фильмах американского производства «Матрица» и «Убить Билла». «Кровавые кулаки» стали второй совместной работой Ын Сиюня и Юнь Вопхина после «Сумасшедшего убийцы» (1971). Действие ленты происходит вокруг китайской деревни, куда прибыли японские бандиты, чтобы забрать у китайцев целебную траву.

## Сюжет
Беглый преступник по прозвищу Бродяга останавливает автомобиль, в котором должна перевозиться крупная сумма денег. Увидев в сумке вместо денег мятую бумагу, Бродяга понимает, что попал в засаду, и в этот момент его окружают полицейские. Преступник избивает окружение и сбегает, убив одного из полиции.
В отдалённую китайскую деревню возвращается Чэнь Сань после двухлетнего изгнания. Сань рассказывает местным, что он был в Японии, где изучал боевые искусства, и теперь намерен показать свои боевые навыки. На место приходит Юй Ян со своей девушкой и показывает своё недовольство его возвращением. Приезжий не может побить Яна, после чего говорит о прибытии своих японских друзей в деревню. Сразу после этого в деревню приходит Бродяга в поисках места для ночлега. Парень по имени Ба соглашается ему помочь.
Юй Ян приходит в свою школу кунг-фу, куда раньше прибыл его друг и ученик школы Сунь Пин, служитель закона. Они вдвоём и брат Яна, Юй Чан, обсуждают возвращение Саня и прибытие в деревню японцев, после чего делают вывод, что японцам нужна их целебная трава дракона, способная помочь против чумы. Приходит человек и сообщает, что японцы уже прибыли.
Чэнь Сань с японскими друзьями посещают школу боевых искусств Вэйюань, где избивают её хозяина Лю и учеников. Затем новоприбывшие направляются в школу братьев Юй. Там они предлагают за траву высокую цену, но братья отказываются идти на сделку, после чего японцы уходят.
Японцы вешают объявление, сообщающее об их намерении купить у китайцев траву по самой высокой цене и об открытии японской школы на месте старой китайской, а тем, кто хочет сразиться с новыми владельцами школы, предлагается прийти и доказать своё превосходство публично. Бродяга раздумывает об участии.
Чэнь Сань узнаёт от своих японских соратников, почему нельзя просто убить братьев и получить траву. Он сообщает, что не будет участвовать в поединках.
Ян, Чан и Пин договариваются об участии в турнире. Недавно вернувшийся Пин рассказывает про капитана полиции, способного помочь в борьбе против японцев. По его словам, сейчас капитан разыскивает беглого преступника, который когда-то был честным бойцом, но убил нескольких человек на севере и теперь должен прибыть в деревню.
Бродяга, получив ночлег у немого, беседует с его дедом. Старик, отвечая на вопрос, утверждает, что не видел в деревне капитана полиции. Гость также узнаёт, что Ба — немой. Чужеземец выражает своё желание посмотреть на поединки предстоящего турнира.
На турнире сначала достаётся младшему брату Чэнь Саня, после чего в драку вступает Ян, а затем и Пин. Видя, что в схватку вступает ещё один японец, Бродяга кидает монету ему в ногу, после чего японский лидер останавливает турнир.
Глава японцев объясняет своим людям, кто и как помог китайским бойцам. Он приказывает своим людям разобраться с Пином, а сам объявляет о желании пойти и убить человека с монетами.
На следующее утро Бродяга уходит из деревни, но его настигают японцы. Те проверяют его мастерство, но китаец успешно противостоит нападавшим. После этого Бродяга сообщает, что у него нет времени, так как он спешит. Японцы позволяют ему уйти. Между тем другая группа японцев устраивает засаду Пину. На место прибывают и остальные японцы после встречи с Бродягой. Сунь Пин погибает.
Бродяге становится плохо, и он падает на землю. Ба, собирая хворост, замечает его. Немой безуспешно пытается привести его в сознание, поэтому он тащит его на себе обратно в дом.
Юй Ян, узнав о смерти друга, не может спокойно тренироваться. В разговоре со своей девушкой он признаёт, что они не смогут одолеть японцев. Тем не менее он считает, что траву необходимо защитить любой ценой, хотя его девушка против смерти ради защиты травы.
Бродяга лежит без сознания. Старик делает вывод, что у него чума и просит Ба принести траву дракона и разжечь огонь.
Между тем японские бойцы по указке Чэнь Саня приходят в место, где должна находиться трава, но ничего там не находят. Они даже начинают пытать местного жителя, но вынуждены его отпустить: приходит мать Саня и убеждает прекратить пытку.
Бродяга приходит в сознание, после чего старик говорит, что тот долго болел от чумы, но благодаря траве и усилиям Ба теперь он здоров. Чужеземец узнаёт о причине появления японских бойцов в деревне. Беглец вспоминает, что его разыскивают, и хочет уйти, но старик убеждает его остаться, поскольку тот ещё слаб.
Главарь японцев недоволен результатами поиска травы; Сань советует ему похитить девушку Яна. Братья узнают о похищении из письма, в котором говорится об обмене следующим утром. Ян хочет идти спасать её сразу, но брат убеждает его потерпеть до завтра. Тем не менее Ян не выдерживает и идёт ночью к японцам, где его избивают и берут в плен.
На следующее утро Чан не может найти брата. Он идёт к немому и предупреждает его, чтобы тот спрятался, если с Юй Чаном что-то случится, поскольку только немой знает местоположение травы. Ба сообщает Чану о чужеземце в его доме. Их подслушивает Сань, а потом следит за немым в надежде найти путь к тайнику. Сань ловит парня, но тот сбегает и в схватке с ним Ба погибает.
Юй Чан приходит на место обмена к японцам. Те требуют от него сказать, где трава, а тот настаивает на освобождении своих людей. Японцы грозятся убить Яна, если не получат траву. Чан решает не говорить и противостоит им, но погибает.
Старик, провожая вылеченного, отдаёт ему его кинжал. Бродяга благодарит старика за спасение и говорит, что мог бы остаться сражаться с японцами, но старик рекомендует не делать этого. Уйдя подальше от деревни, чужеземец натыкается на убитого немого, после чего твёрдо решает вернуться и помочь жителям деревни.
В школу японцев приходит сестра Саня за своим братом, так как их мать больна. Японец Икеда ведёт её внутрь, где насилует девушку.
Тем временем Чэнь Сань и группа японских бойцов приходят к старику. Китайский предатель рассказывает про убийство немого. Старика начинают избивать. Бродяга, увидев это, убивает нападавших, в то время как Саню удаётся сбежать. Умирая, старик просит Бродягу отомстить за парня, а также сообщает местонахождение травы.
Чэнь Сань приходит к японцам и сообщает о возвращении чужеземца и об убийстве их людей. Главарь банды объявляет о выдвижении вместе со всеми пленными жителями на пляж.
По пришествии на место всех пленных привязывают к столбам и грозятся казнить их по одному через каждую минуту, если те не скажут о местонахождении травы. Японцам удаётся казнить одного пленного, после чего внезапно появляется Бродяга. Он убеждает иностранцев отпустить всех пленных в обмен на тайник с травой. Пленные покидают пляж, обвиняя чужеземца в предательстве. Бродяга сообщает, что японцы получат траву только через его труп, вынуждая их драться. Во время драки на пляж возвращается Юй Ян. Видя, как Чэнь Сань пытается помочь лидеру японцев убить Бродягу, Ян нападает на изменника и убивает. Беглец убивает четверых японцев, включая главного, но получает от последнего смертельное ранение. Юй Ян пытается спасти чужеземца, но тот говорит, что уже поздно. Ян благодарит его за спасение жителей. Бродяга умирает.

## Создатели фильма
| Исполнители ролей - Чэнь Син — Бродяга / Цзян Хукэ (江湖客) - Чэнь Гуаньтай — Такэо Окамура (岡村武夫), главарь банды японцев - Лю Дачуань — Сунь Пин (孫平) - Генри Ю — Юй Ян (于洋), младший из братьев - Лам Яумуй — Сяолань (小蘭) - Хо Саусёнь — Юй Чан (于昌), старший из братьев - Сюнь Лам — Чэнь Сань (沈三) - Фон Е — Наоно по прозвищу Летающая Железная Нога (尚野 / 飛鐵腿) - Сань Куай — Икеда (池田) - Хонь Куокчхой — немой Ба (唖巴) - Пак Салик — Хасэгава (長谷川) - Юнь Вопхин — брат Саня - Хао Люйжэнь — дед немого - Лам Юкъён — сестра Саня - Вон Муй — Лю (劉), хозяин школы боевых искусств Вэйюань - Мама Хун — мать Саня - Сам Вай — полицейский - Ли Тяньин — полицейский в машине с пистолетом - Джонни Чань — житель деревни, спасённый от казни - Вон Ю — житель деревни / полицейский / японец / Такэо Окамура (дублёр) - Ын Куоккай — житель деревни / полицейский / японец / студент - Сам Чхимпо — молодой житель деревни (массовка) - Бренди Юнь — студент (массовка) - Ли Хэн — студент (массовка) - Юнь Сёньи — японец (массовка) - Фун Хапсоу — студент (массовка) - Юнь Ятчхо — студент (массовка) - Лай Янь — студент (массовка) - Джеки Чан — полицейский (массовка) | Съёмочная группа - Компания: Empire Cinema Center - Продюсер: Корнелио Сарангайя - Исполнительный продюсер: Джимми Паскуаль - Режиссёр и сценарист: Ын Сиюнь - Ассистент режиссёра: Чань Ва - Постановщики боевых сцен: Юнь Вопхин, Юнь Чхёнъянь - Режиссёр монтажа: Куок Тхинхун - Художник по гриму: Чэнь Ши - Оператор: Уильям Чён - Композитор: Чжоу Фулян |

## Создание
Производство финансировалось кинокомпанией Empire Cinema Center, владельцем которой был филиппинский бизнесмен Джимми Л. Паскуаль. Тем не менее Паскуаль предоставил только половину финансовых средств. Вторая половина была собрана вложениями членов съёмочной команды, среди которых были режиссёр и сценарист Ын Сиюнь, постановщик боевых сцен Юнь Вопхин, режиссёр монтажа Куок Тхинхун, оператор Уильям Чён, ассистент режиссёра Чань Ва и Майкл Фун. Сценарий проекта был готов ещё задолго до начала съёмок, поскольку компания, с которой Ын Сиюнь работал над предыдущим фильмом, отказалась снимать.
Режиссёр изначально не мог позволить себе арендовать павильоны или сконструировать новые декорации из-за их дороговизны. Сцены не предполагали наличия в кадре «дворцов», поэтому было возможным все съёмки провести на месте. Ын Сиюнь раздумывал в качестве таких мест использовать деревенские дома на Новых территориях.
В годы работы над фильмом стали применяться так называемые «атомные лампы», заменившие массивные традиционные лампы, использовавшиеся для освещения при съёмках. Новые лампы могли быть очень яркими, поэтому съёмочная команда дала им такое название. Кроме того, в операторской аппаратуре произошла замена громоздкой камеры Mitchell менее крупной моделью ARRI, даже несмотря на то, что работа моторов второй была слишком шумна для «живой» звукозаписи. При работе над фильмом было ясно, что освещение для съёмок на месте не будет достаточно хорошим, так как для этого требовалось большого количества ламп. Однако использование «атомных ламп» и лёгких камер позволило осуществить съёмки на местах.
Термин «да цзай» (что означает «звезда кунг-фу») зародился с созданием «Кровавых кулаков». До съёмок в этом фильме актёр Чэнь Син часто исполнял роли злодеев в фильмах киностудии братьев Шао. Он также являлся экспертом по карате с мозолями на руках из-за тренировок. Поскольку главный герой фильма — преступник, Ын Сиюнь решил, что для проекта на эту роль не нужен красивый актёр, и Чэнь Син ответил всем требованиям. Сиюнь также полагал, что фильм кунг-фу должен иметь в актёрском составе соответствующих исполнителей, поэтому он пригласил на главную отрицательную роль Чэнь Гуаньтая, знатока кунг-фу в одном из стилей. Более того, режиссёр заполучил инструктора по тайскому боксу Пак Салика, Лю Дачуаня (в заголовках тогдашних газет именовался бросившим вызов Брюсу Ли) и Ларри Фона, также знатока боевых искусств.
На этапе съёмочного процесса возникла проблема с участием Чэнь Гуаньтая: по окончании съёмок финальной сцены актёр перестал появляться. Последняя сцена фильма снималась на пляже Чён Са острова Лантау в течение десяти-двадцати дней. Позже Гуаньтай внезапно исчез, поскольку актёр был подписан на съёмки в фильме Чжан Чэ «Боец из Шантуна» (1972), и Чэ намеревался сделать его большой звездой. Ын Сиюнь и оператор Уильям Чён провели ночь у киностудии Shaw Brothers, ведя переговоры с Чэ, чтобы тот отпустил актёра на съёмки «кулаков». В итоге Чэ ответил отказом, из-за чего производство фильма было приостановлено на долгое время, и картина едва не лишилась своей команды. Съёмки возобновились, когда режиссёр нашёл выход из сложившейся ситуации: вместо Гуаньтая использовали дублёра, и на кадрах он носил маску.

## Названия
Данные приведены по материалам сайта Internet Movie Database.
- англ. The Bloody Fists Гонконг (оригинальная версия с субтитрами) / США
- англ. Deadly Buddhist Raiders США (альтернативное название)
- англ. Dong kau taan Гонконг (кантонское произношение)
- англ. Dragon Showdown Великобритания (название на DVD)
- фр. Durs combats de karaté Франция
- англ. The Bloody Fists Великобритания (название на видео)
- фин. Veriset nyrkit Финляндия
- нем. Zakato - Die Faust des Todes ФРГ

## Премьеры
Даты начала проката:
 Гонконг — 17 мая 1972
 Германия — 30 мая 1973
 Великобритания — 6 июня 1974 (премьера в Лондоне)
 Франция — 3 июля 1974

## Кассовые сборы
В течение кинотеатрального проката в Гонконге в период с 17 по 31 мая 1972 года фильм собрал 1 731 484 гонконгских доллара, что позволило «Кровавым кулакам» войти в десятку самых кассовых гонконгских лент за тот год (пятое место).

## Восприятие
Кинокритик из Time Out назвал Кровавые кулаки «ярким примером» независимого производства «с хорошим изображением коллективного злодейства». Критик похвалил «шикарные визуальные эффекты и усилия, направленные на создание адекватной мотивации для обычного конфликта интересов китайцев и японцев». В заключении описания фильма в книге The Encyclopedia of Martial Arts Movies написано: 
Это было первым режиссёрским достижением Нг Сиюня и, хотя боевые искусства довольно примитивны, его успех как низкобюджетной картины независимого производства вдохновил других режиссёров последовать примеру.
 Бей Логан в книге Hong Kong Action Cinema написал, что Кровавые кулаки получили «широкую дистрибуцию», и что фильм оказался «первым большим успехом» режиссёра. Ричард Мейерс в книге Films of Fury: The Kung Fu Movie Book написал, что фильм был «вехой независимого производства» для режиссёра.

## Распространение
Ниже приведён список дистрибьюторских компаний, занимавшихся выпуском фильма в разных странах. Материал взят с сайта Internet Movie Database.
- 1974 — Sofradis (Франция) (театральный прокат)
- 1975 — International Film Distributors (Канада) (с дубляжом)
- 1976 — London International Film Distributors (Великобритания) (театральный прокат)
- 1979 — Ocean Shores Video[англ.] (Гонконг) (видео)
- 1986 — Sheptonhurst (Великобритания) (VHS)
- 2004 — DMEG (Швеция) (видео)
- 2004 — Firefly Entertainment (Великобритания) (DVD)
- 2004 — Succéfilm AB (Швеция) (видео)
- 2006 — Warner Home Video[англ.]* (США) (DVD)
- 2007 — MIG Film (Германия) (DVD)

## Издания на DVD
| Страна                   | Великобритания      | США                  | США |
| Регион                   | 2                   | 1                    | 1 |
| Стандарт                 | PAL                 | NTSC                 | NTSC |
| Издатель                 | Dragon DVD Ltd.     | Warner Entertainment | Crash Cinema/Pagoda Films                                                                                      |
| Звуковые дорожки         | Английский (DD2.0)  | Английский (DD2.0)   | Английский (DD2.0)                                                                                             |
| Субтитры                 | - Нет               | - Нет                | - Нет |
| Изображение              | 1,33:1 (Fullscreen) | 1,33:1 (Fullscreen)  | 1,33:1 (Fullscreen)                                                                                            |
| Дополнительные материалы | - Трейлеры          | - Нет                | - Трейлеры - Фотогалерея - О съёмках - Дополнительная боевая сцена - Актёрский состав, биографии, фильмографии |

## Комментарии
1. ↑  Исполнительный продюсер.
2. ↑  На постерах и в титрах обозначен как исполнитель одной из главных ролей, но фактически у него второстепенная роль.
3. ↑  В титрах китайской версии указан как Чжоу Лян.
4. ↑  Оба варианта равнозначны, так как «бродяга» является переводом иероглифов 江湖客, а «цзян ху кэ» — их запись на кириллице.
5. ↑  В англоязычной версии — учитель Джо.